# Match nas Estrelas
Match nas Estrelas é um reality show brasileiro produzida pelo Prime Video em parceira com a Sentimental Filme. Com apresentação Ingrid Guimarães e Papisa, a primeira temporada estreou em 15 de setembro no streaming.

## Enredo
Envolvendo relacionamentos e astrologia. A cada episódio, o público conhece um participante que representa um signo do zodíaco. Cada um sai em quatro encontros com pretendentes de outros signos para conversarem e entenderem se existe mesmo uma química entre as duas pessoas. No momento decisivo, com a ajuda de Ingrid Guimarães, eles precisam optar por ouvir ou não os astros e escolher com quem ficarão ao final do programa. 

## Temporadas
| Ano  | Temporada     | Estreia        | Número de episódios | Notas |
| ---- | ------------- | -------------- | ------------------- | ----- |
| 2023 | 1.ª temporada | 15 de setembro | 12                  |       |

## 1.ª temporada (2023)
| Episódio | Signo     | Participante | Crush     | Compatibilidade | Seguiu os Astros? |
| -------- | --------- | ------------ | --------- | --------------- | ----------------- |
| 1        | Virgem    | Leticia      | Igor      | 91%             | Não               |
| 1        | Virgem    | Leticia      | Eduardo   | 81%             | Não               |
| 1        | Virgem    | Leticia      | Alexandre | 65%             | Não               |
| 1        | Virgem    | Leticia      | Franco    | 45%             | Não               |
| 2        | Leão      | Leila        | Jonathan  | 85%             | Não               |
| 2        | Leão      | Leila        | Anna      | 75%             | Não               |
| 2        | Leão      | Leila        | Wagner    | 60%             | Não               |
| 2        | Leão      | Leila        | Deborah   | 50%             | Não               |
| 3        | Escorpião | Pablyne      | Adriana   | 94%             | Sim               |
| 3        | Escorpião | Pablyne      | Lauriany  | 83%             | Sim               |
| 3        | Escorpião | Pablyne      | Ariel     | 61%             | Sim               |
| 3        | Escorpião | Pablyne      | Stefany   | 48%             | Sim               |
| 4        | Câncer    | Robert       | Jean      | 92%             | Não               |
| 4        | Câncer    | Robert       | Caroline  | 81%             | Não               |
| 4        | Câncer    | Robert       | Rafael    | 69%             | Não               |
| 4        | Câncer    | Robert       | Ana Tomé  | 52%             | Não               |
| 5        | Aquário   | Gil          | Raul      | 93%             | Sim               |
| 5        | Aquário   | Gil          | Vinícius  | 82%             | Sim               |
| 5        | Aquário   | Gil          | Jordan    | 60%             | Sim               |
| 5        | Aquário   | Gil          | Jau       | 44%             | Sim               |
| 10       | Libra     | Marcus       | Lucila    | 94%             | Sim               |
| 10       | Libra     | Marcus       | Jade      | 78%             | Sim               |
| 10       | Libra     | Marcus       | Magda     | 52%             | Sim               |
| 10       | Libra     | Marcus       | Leila     | 45%             | Sim               |

## Ligações Externas
- Match nas Estrelas. no IMDb.